# Santa Margarida i els Monjos
Santa Margarida i els Monjos település Spanyolországban, Barcelona tartományban. Lakosainak száma 7736 fő (2024).

## Földrajza
Santa Margarida i els Monjos Pacs del Penedès, Vilafranca del Penedès, Olèrdola, Castellet i la Gornal, L'Arboç, Castellví de la Marca és Sant Martí Sarroca községekkel határos.

## Népesség
A település lakosságának változását az alábbi diagram mutatja:
| Lakosok száma | 187  | 1335 | 2025 | 2068 | 3602 | 5701 | 6989 | 7337 | 7611 | 7736 |
|               | 1717 | 1887 | 1936 | 1960 | 1986 | 2004 | 2009 | 2014 | 2019 | 2024 |